# 霍靈斯沃思 (喬治亞州)
霍靈斯沃思（英語：Hollingsworth）是位於美國喬治亞州班克斯縣的一個非建制地區。該地的面積和人口皆未知。

## 地理
霍靈斯沃思的座標為34°26′19″N 83°30′30″W / 34.43861°N 83.50833°W，而該地的平均海拔高度為279米（即915英尺）。